# M'lang
M'lang is een gemeente in de Filipijnse provincie Cotabato op het eiland Mindanao. Bij de laatste census in 2007 had de gemeente ruim 86 duizend inwoners.

## Geografie

### Bestuurlijke indeling
M'Lang is onderverdeeld in de volgende 34 barangays:
| - Bagontapay - Bialong - Buayan - Calunasan - Dagong - Dalipe - Dungo-an - Gaunan - Inas - Katipunan - La Fortuna - La Suerte - Langkong | - Lepaga - Liboo - Lika - Luz Village - Magallon - Malayan - New Antique - New Barbaza - New Consolacion - New Esperanza - New Janiuay - New Kalibo | - New Lawa-an - New Rizal - Nueva Vida - Pag-asa - Palma-Perez - Poblacion - Poblacion B5 - Pulang-lupa - Sangat - Tawantawan - Tibao - Ugpay |

## Demografie
M'lang had bij de census van 2007 een inwoneraantal van 86.321 mensen. Dit zijn 8.151 mensen (10,4%) meer dan bij de vorige census van 2000. De gemiddelde jaarlijkse groei komt daarmee uit op 1,38%, hetgeen lager is dan het landelijk jaarlijks gemiddelde over deze periode (2,04%). Vergeleken met de census van 1995 is het aantal mensen met 14.475 (20,1%) toegenomen.

De bevolkingsdichtheid van M'lang was ten tijde van de laatste census, met 86.321 inwoners op 312,13 km², 230,2 mensen per km².